# 库赫尔米斯
库赫尔米斯是德国梅克伦堡-前波莫瑞州的一个市镇。总面积37.46平方公里，总人口886人，其中男性502人，女性384人（2011年12月31日），人口密度24人/平方公里。